# Sommarlånke
Sommarlånke (Callitriche cophocarpa) är en växtart i familjen grobladsväxter. 